# Jill Ellis
Jillian Anne Ellis (Portsmouth, 6 de setembro de 1966) é uma ex-futebolista e treinadora de futebol britânica. Foi Seleção Estadunidense Feminina de 27 de julho de 2014 até 6 de outubro de 2019.

## Títulos
Estados Unidos
- Copa do Mundo: 2015 e 2019
- Copa Ouro Feminina: 2004

### Individuais
- Bola de Ouro da FIFA - Treinador do ano: 2015, 2019